# Chikkanahalli, Arkalgud
Chikkanahalli là một làng thuộc tehsil Arkalgud, huyện Hassan, bang Karnataka, Ấn Độ.